# Zingari...
 Zingari... è un album discografico della cantante italiana Orietta Berti, pubblicato nel 1976 dalla Polydor.

## Descrizione
L'album è costituito da musiche popolari della tradizione gitana e zingara che descrivono la vita nomade, rielaborate da Mario Battaini e Vanni Moretto, con testi scritti da Luciano Beretta e arrangiamento e direzione d'orchestra di Tapias Ciumoni.  Come violino solista appare anche Sergio Almangano.
Come si legge nelle note interne del disco, la Berti fu spinta a realizzare un album di questo genere perché durante la sua infanzia era entrata in contatto con questi popoli che avevano accampamenti vicino alla sua casa d'infanzia, e dai quali aveva ascoltato musiche tradizionali che l'avevano profondamente influenzata. Ogni brano del disco è dedicato ad una specifica etnia tra cui, slavi, magiari, andalusi, bulgari, ucraini, polacchi, russi, portoghesi, armeni, serbi, macedoni, spagnoli. Molte delle canzoni affrontano temi delicati da musica di confine, come in Mamma di un angelo, canzone che racconta il dramma di una donna che non riesce a portare a termine la propria gravidanza.
La Berti partecipò al Festival di Sanremo 1976 con il brano Omar, incluso nel disco, dedicata al suo primogenito.

## Edizioni
L'album fu pubblicato in Italia in LP dalla Polydor, con numero di catalogo 2448 050 A. Nel 1998 venne pubblicato su CD all'interno del box "Gli anni della Polydor". Non ci sono edizioni in download digitale o per le piattaforme streaming.

## Tracce
1. Una casa per il mondo
2. Gira e va
3. Il canto del sudore
4. La luna e il lupo
5. Il violino del Diavolo
6. Lo specchio
7. Zingaro biondo
8. Sulla tua mano
9. I sogni
10. Giglio rosso
11. Oggi mi sposo
12. Ti desidero
13. Omar
14. Mamma di un angelo